# Scleria catophylla
Scleria catophylla är en halvgräsart som beskrevs av Charles Baron Clarke. Scleria catophylla ingår i släktet Scleria och familjen halvgräs. Inga underarter finns listade i Catalogue of Life.